# حبیب‌ایشان
حبیب ایشان روستایی در دهستان مزرعه شمالی بخش وشمگیر شهرستان آق‌قلا استان گلستان ایران است.

## جمعیت
بر پایه سرشماری عمومی نفوس و مسکن در سال ۱۳۹۵ جمعیت این مکان ۹۷۹ نفر (۲۴۵خانوار) بوده‌است.